# Линия КВ

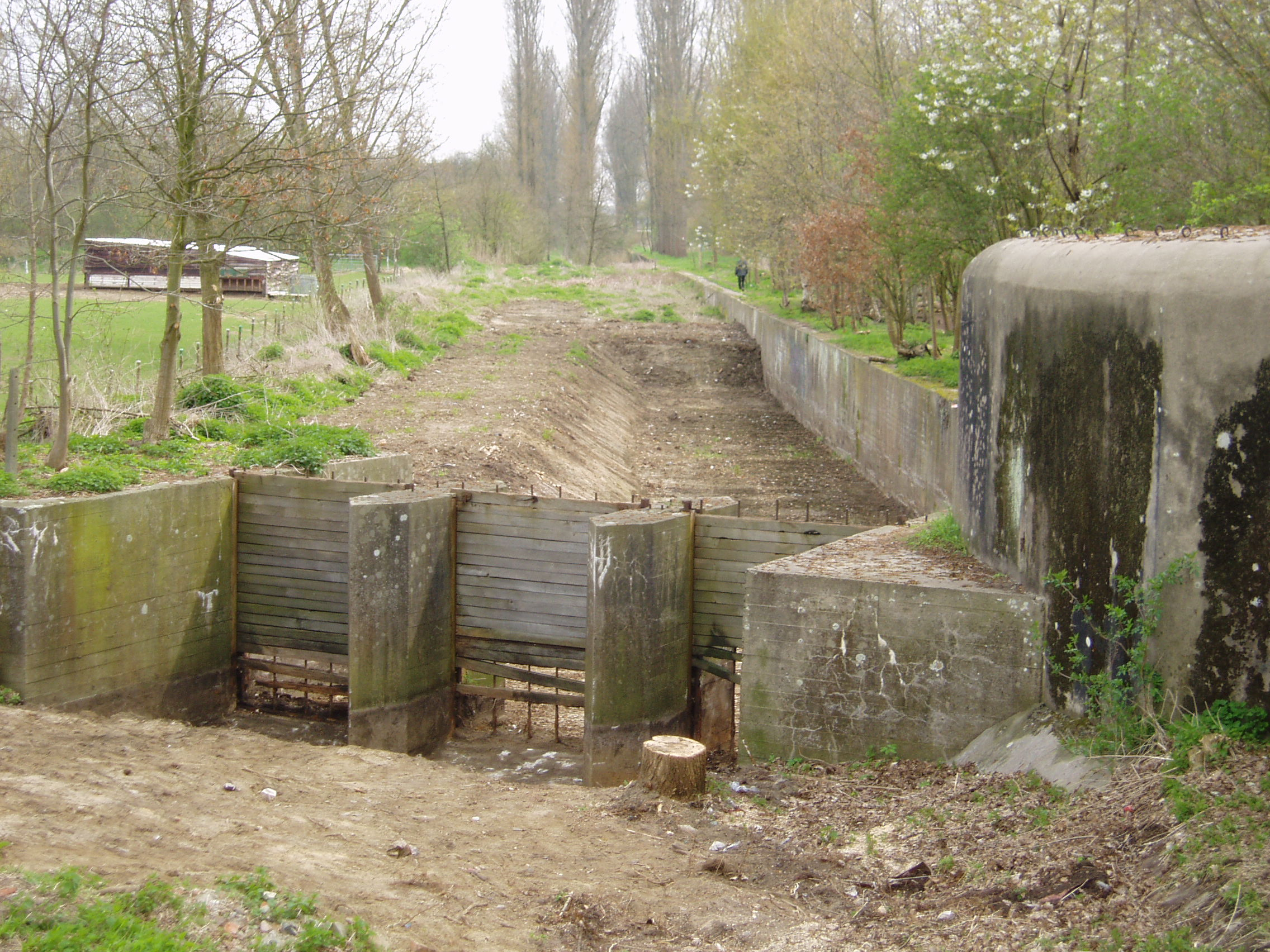
Бункер H4 возле села Гаахт и шлюз, через который противотанковый ров должен был наполняться водой Диля.

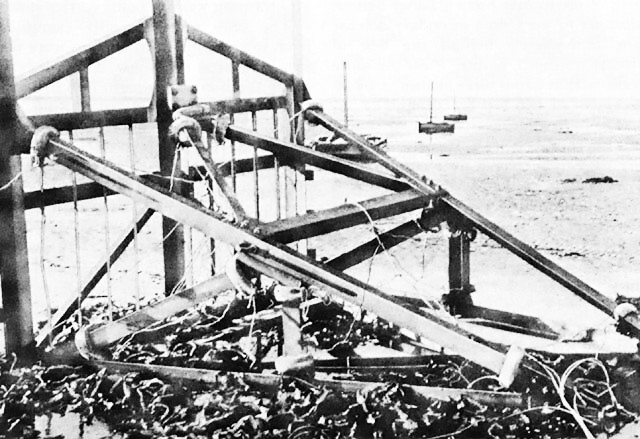
«Cointet-element» или «Бельгийские ворота» — металлическая конструкция высотой около 2 м и шириной около 3 м для создания противотанковых заграждений. Использовались на линии «Диль» и на линии Мажино.

Линия КВ или линия «Диль» (фр. Ligne KW; нидерл. KW-stelling) — система оборонительных сооружений в Бельгии, протянувшаяся от юго-восточной окраины Антверпена до города Вавр вдоль реки Диль и Дильского канала. Построена в конце 1930-х годов для обороны от агрессии со стороны Германии.

## История
С учётом печального опыта Первой мировой войны, бельгийское правительство уже в 1920-х годах озаботилось укреплением своих восточных рубежей. В течение нескольких лет рассматривались различные варианты строительства укреплений, отражавшие воззрения разных групп в правительстве и руководстве армии на военную доктрину Бельгии. На военную доктрину резко повлияли изменения во внешнеполитической обстановке: приход нацистов к власти в Германии в 1933 году, возврат Бельгии к политике нейтралитета и отказ от однозначной ориентации на Францию в 1936 году и т. д. К концу 1939 — началу 1940 на востоке и северо-востоке Бельгии сложилась система из нескольких оборонительных рубежей разной глубины, эшелонированных от восточной границы к Брюсселю. Так называемая «позиция КВ» (или «позиция Диль») была в этой системе вторым из тыловых рубежей, прикрывавших Брюссель с востока, и использовала в качестве естественной преграды реку Диль и Дильский канал. К началу 1940 года эта линия, в отличие от остальных, была вполне закончена строительством, что и определило её место в планах обороны от германской агрессии.

## Структура
«Позиция Диль» начиналась от форта Конингсхойт юго-восточнее Антверпена, тянулась вдоль Диля и Дильского канала до северной окраины Лёвена, затем снова вдоль реки до Вавра, где поворачивала на запад и заканчивалась в лесистой и заболоченной местности. Река и канал образовывали на большей части позиции естественное противотанковое заграждение. На участке от Антверпена до Лёвена располагались в три полосы 194 долговременных сооружения с пулемётным вооружением, от Лёвена до Вавра — 21 сооружение в одну полосу и ещё 20 — к западу от Вавра. Далее до Намюра шли две линии противотанковых заграждений из вкопанных в землю шпал, металлических тетраэдров и С-элементов («Бельгийских ворот»), однако ни одного огневого сооружения на этом участке не построили из-за недостатка финансирования.
Таким образом, линия Диль примыкала своей северной оконечностью к крепости Антверпен — части так называемого Национального редута, а южной — к укрепленному району Намюра.

## Боевые действия
В период между Первой и Второй мировыми войнами французское и английское военное командование уделяло много внимания мерам по отражению возможной новой агрессии Германии против Франции. Предполагалось, что южный участок фронта надежно защищен линией Мажино, и главная опасность грозит на севере, если не помешать немцам быстро овладеть Бельгией и Нидерландами. Чтобы заранее сократить линию фронта, отдалить её от жизненно важных центров Франции и приблизить свои авиабазы к Рурской области, было принято решение занять оборону на укрепленных рубежах на бельгийской и голландской территории. В ноябре 1939 года по инициативе генерала Гамелена французский генштаб решил считать крайним рубежом выдвижения французской армии линию Антверпен — река Диль — Намюр, совпадавшую с бельгийской линией КВ (план «Диль»). По этому плану участок позиции Диль от Конингсхойта до Лёвена должны были оборонять бельгийцы, от Лёвена до Вавра — британские войска, участок между Намюром и Вавром — французские. Весь план основывался на ошибочном предположении, что главный удар немцы нанесут севернее Намюра. Ввиду нейтральной позиции Бельгии до самого начала немецкого вторжения 10 мая 1940 года ни один французский или британский офицер не побывал на линии Диль и не был знаком с местностью и фортификационными сооружениями иначе, как по карте.
В реальности удержать оборону на «позиции Диль» дольше одних-двух суток войска союзников не смогли.